# 香港自治法
《香港自治法》（英語：Hong Kong Autonomy Act）是一項美国联邦法律，於2020年7月14日生效。《香港自治法案》授权美国联邦政府以金融制裁方式惩罚实施《中華人民共和國香港特別行政區維護國家安全法》的中華人民共和國与香港特別行政區政府官员，镇压香港示威者的香港警察和制裁对象往来業務的实体。《香港自治法案》制裁级别分为2级程度，对此为破坏香港自治与自由的中国和香港政府官员施加“1级制裁”，对所有与之有业务往来的金融机构施加“2级制裁”。违反《香港自治法案》制裁令人士，最高判囚20年，罚款100万美元。
《香港自治法案》生效後，美國國務卿須在90日內与未來每年報告受制裁中國和香港政府官員和金融機構名單，列举出协助中华人民共和国违反《中英联合声明》或《香港基本法》的人士，提供解释并指明与相关人员有业务往来的金融机构。制裁手段包括冻结资产、拒绝入境美國等。被制裁的金融机构将面临被禁止向美国金融机构借贷、禁止银行交易、禁止使用美元外汇交易、禁止售賣軍民兩用高科技裝備等一系列制裁。《香港自治法》具有法律约束力的内容，包括支持受到中华人民共和国迫害的香港人合法前往美国。
2020年8月7日，美国财政部宣布制裁11名中國和香港政府官員。

## 立法背景
2020年5月22日，中华人民共和国第十三届全国人民代表大会第三次会议提出《全国人民代表大会关于建立健全香港特别行政区维护国家安全的法律制度和执行机制的决定》引起國際注意。美國國務卿蓬佩奧發表聲明：強烈譴責中华人民共和国政府繞過香港立法會立法，漠視香港民意，指事件將敲響香港高度自治的「喪鐘」，促請中华人民共和国政府尊重香港的公民自由和香港高度自治，稱美國與香港人同在。美國經濟顧問委員會主席凯文·哈塞特與美國總統國家安全事務助理奧布萊恩發表聲明：警告中华人民共和国政府，表明重新審視香港特殊貿易待遇地位。
5月27日，蓬佩奧向國會報告：批評中华人民共和国政府推動《香港版國安法》的制定與實施只是「一系列從根本上破壞香港自治和自由的最新行為」，並強調香港在中國共產黨統治下，被塑造成等同中国大陆，已不具備高度自治狀態，美國取消給予香港特殊貿易待遇地位，將香港視為等同中国大陆看待。
5月28日，中华人民共和國第13屆全國人民代表大會第3次會議审议《全國人大涉港決定》表决通过。6月1日，《中華人民共和國香港特別行政區維護國家安全法》草案於第58次全國人大常委會委員長會議审议通过后新增。6月20日，全國人大常委會於第19次会议闭幕當日审议《香港版國安法》草案。
6月25日，美国参议院一致全票通过《香港自治法》以反制中华人民共和国政府制裁香港，制裁损害香港自治权的中國和香港政府官員及有业务往来的银行与企业。6月29日，美國商務部長威尔伯·罗斯发表声明：宣佈美國正式取消給予香港特殊貿易待遇地位，禁止售賣軍民兩用高科技裝備給予香港，並继续评估取消對香港其他特别待遇。
6月30日，中华人民共和国全国人大常委会一致全票通过《香港版國安法》。7月1日，美国眾議院一致全票通过《香港自治法》。

## 立法過程
| 美国国会所認可通過之香港相關重要文件 基於《美国宪法》之權力分立政府權限 |        |                      |            |
| 制訂                                                                    | 1992年 | 《美國-香港政策法》  | 參議院提出 |
| 制訂                                                                    | 2019年 | 《香港人權與民主法》 | 參議院提出 |
| 制訂                                                                    | 2019年 | 《保護香港法》       | 參議院提出 |
| 制訂                                                                    | 2020年 | 《香港自治法》       | 眾議院提出 |

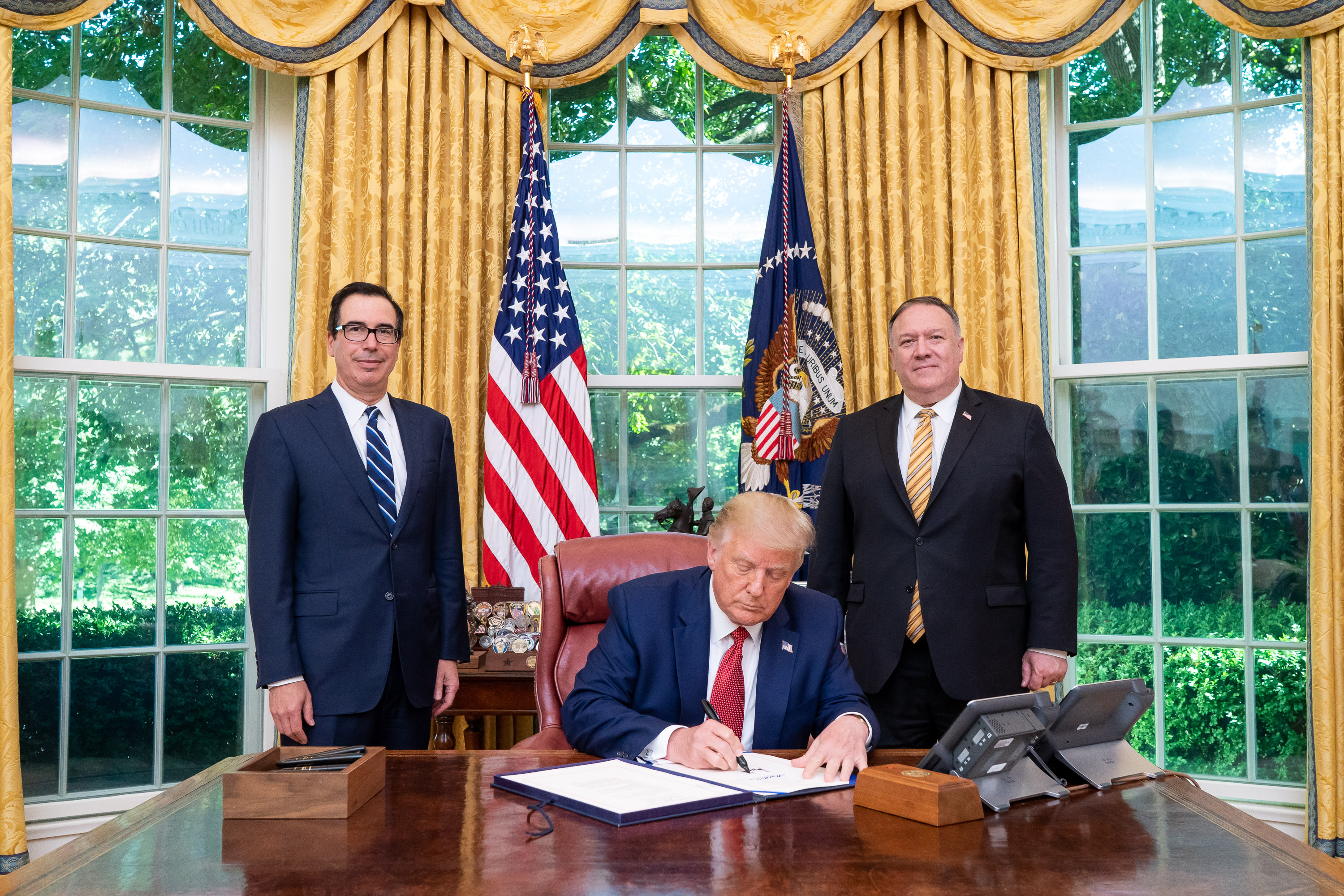
美國总统特朗普签署香港自治法案与第13936号行政令，摄于2020年7月14日。

美國參議院與美國眾議院分別有國會議員提交《香港自治法案》草案，參議院與眾議院分別通過（香港自治法案S.3798版本）與（香港自治法案H.R.7083版本），眾議院之後通過由（香港自治法案H.R.7083版本）修改而成（香港自治法案H.R.7440版本），參議院決定採用眾議院（香港自治法案H.R.7440版本）。（香港自治法案H.R.7440版本）使用2天時間，已完成美國國會審議，在7月14日交由美國總統特朗普簽署正式生效。
2020年5月21日，美國參議院國會議員帕特·图米提出（香港自治法案S.3798版本）。
6月1日，美國眾議院國會議員布萊德·薛曼提出（香港自治法案H.R.7083版本）。
6月25日，美国参议院一致全票通過（香港自治法案S.3798版本）。
7月1日，美國眾議院國會議員布萊德·薛曼修訂（香港自治法案H.R.7083版本），最終正式成為（香港自治法案H.R.7440版本），同日在众议院一致全票通过。
7月2日，美國參議院一致全票通过，同意使用眾議院（香港自治法案H.R.7440版本），送交美國白宮，等待美國總統特朗普簽署正式生效。
7月14日，美國總統特朗普在白宮記者會宣佈：已正式簽署《香港自治法案》，正式成為美國聯邦法律。

## 九大制裁措施
1. 禁止被制裁公司或個人買賣或持有美國物業（包括行使權益）
2. 禁止批出個人美國簽證，被制裁的個人、金融機構公司代表或控股股東不能入境美國
3. 禁止美國財經機構提供貸款及信貸
4. 禁止被制裁公司成為美國國債主要交易商
5. 禁止成為美國聯邦政府基金的存款機構
6. 禁止處理美國管轄範圍的外匯交易
7. 禁止美國管轄範圍內的任何信貸或支付交易
8. 禁止向被制裁外國金融機構出口或轉移商品、軟件或技術
9. 禁止任何美國人向被制裁金融機構投資或購買大額股權與債務[28]

## 各界反应

### 中华人民共和国
6月26日，中华人民共和國駐美國華盛頓大使館表示：坚决反对美国决定就与香港有关的问题对中国和香港政府官员施加签证限制的决定，敦促美国立即改正错误，收回有关决定，停止干涉中国内政。中国将继续采取有力措施。
6月27日，中华人民共和国外交部驻香港特别行政区特派员公署发言人表示：坚决反对《香港自治法》，指出将堅定不移推進《中华人民共和国香港特别行政区维护国家安全法》，反對任何外部勢力干涉香港事務；並指美國與英國對香港沒有主权，沒有治权，沒有监督权。敦促美國立即停止以任何方式干預香港事務和中國內政，否則必將遭到中國有力回擊，中國坚决维护国家主权，安全與发展利益。
6月29日，中國外交部發言人赵立坚表示：中国决定对在牽涉香港问题上表现恶劣的美国人员实施签证限制。
7月2日，全國人大外事委員會发表声明：称美國此舉嚴重違反國際法和和平共處五項原則，是對香港事務和中國內政的粗暴干涉。對此予以極強烈譴責，表示最堅決反對。中國外交部发言人赵立坚表示：中國對美國國會執意推進審議有關牽涉香港議案表示強烈不滿和堅決反對，包括《中華人民共和國香港特別行政區維護國家安全法》在內牽涉香港事務純屬中國內政，任何外國沒有權力干涉。全國政協外事委員會发表声明予以反对和谴责。
7月15日，中國外交部发表声明：“美國法案恶意诋毁香港国家安全立法，威胁对中國实施制裁，严重违反国际法及和平共處五項原則，是对香港事务和中国内政的粗暴干涉”，中国政府对此坚决反对，予以强烈谴责。中國将做出必要反应，对美國相关人员和实体实施制裁。國務院港澳事務辦公室和香港中聯辦發表聲明：強烈譴責美國正式簽署《香港自治法案》，表明中國政府將堅決予以相應反制。中華人民共和國外交部副部長鄭澤光召見美國駐華大使泰瑞·布蘭斯泰，提出嚴正交涉。

#### 香港特別行政區
6月25日，香港特區政府对美国参议院通过的《香港自治法案》表示極强烈反对。命令美国国会立即停止干预香港内部事务，表示《香港自治法案》和所谓“制裁”是完全不能接受，只会损害香港与美国之间的关系和共同利益。
6月28日，香港財政司司長陈茂波表示：美国使用《香港自治法案》挑起制裁，香港政府已做了全面评估及相关应变预案。陈茂波指出：香港业界至今没有出现显著的资金外流，国家安全问题实在而迫切，香港特别行政区政府责无旁贷，《香港版国安法》实施后，香港“一国两制”基础将更稳固。

##### 香港立法会议员
6月27日，香港立法會議員锺国斌表示：美国通过《香港自治法案》对香港商界构成严重威胁，因为《香港自治法案》波及受制裁中國和香港政府官员配偶和子女，可制裁相关公司和有业务来往的银行和金融機構公司。

##### 香港亲建制派组织
6月27日，香港岛各界联合会会长蔡毅表示：《香港自治法案》的通过在道德上不占理，并且与事实背道而驰，是对中国内政的公然干涉，严重违反国际公约和国际关系规范。香港友好协进会副秘书长卢瑞安表示：在一国两制內，香港享有高度自治，香港市民依法享有广泛的权利和自由。並表示美国对香港指控完全歪曲事实，其目的是抹黑香港，别有用心。
6月28日，香港同心护港强烈谴责，並抗议美国图谋通过《香港自治法案》，干预中国内政，插手香港事务。在遮打花園集合后，手持美國國旗、美國憲法道具，川普与蓬佩奥假人偶，游行前往美國駐香港總領事館，並焚燒美國國旗及美國憲法道具，攻擊特朗普与蓬佩奥假人偶。香港福建妇女协会创会主席陈聪聪，副主席施秀幼也带领成员到美國駐香港總領事館抗议，强烈谴责《香港自治法案》，抗议美国插手香港事务，干预中国内政。
7月16日，香港友好協進會發表聲明：譴責美國干預中國內政和香港內部事務。香港工會聯合會與香港民主建港協進聯盟前往美國駐香港總領事館抗議。

### 其他
6月25日，前聯合國人權事務高級專員辦事處高級專員扎伊德·拉阿德·侯賽因和8名前联合国特别报告员敦促聯合國秘書長安東尼奧·古特雷斯任命1位香港问题特使，透露深切關注潜在“香港人道主义悲剧”。呼吁联合国采取紧急行动应对香港受到威胁，建立機制观察，监测和报告香港人权和人道主义状况。
前英國外交及聯邦事務大臣马尔科姆·里夫金德表示：前联合国官员6月25日的举动释放出强而有力信息，香港危机已经从區域争端发展为国际危机。並表示《香港自治法案》对于中国政府是灾难。
英国人权组织香港监察总监強尼·帕德森（Johnny Patterson）表示：相比撤销香港特殊貿易待遇地位，《香港自治法案》更能有效针对中国共产党，会令中國共產黨感受到“持续损害香港人基本权利和自由將使其蒙受损失”。
美國之音表示：《香港自治法案》被視為是《香港人权与民主法案》加强版。
台灣世界日報表示：美國通過《香港自治法案》，認為其严厉程度等同于公开向北京政府挑衅。

## 正式執行制裁
2020年8月7日，美國財政部正式根据《香港自治法案》賦予執法權力，制裁11名侵犯香港人權與破壞香港自治的中國和香港政府官員（美国制裁專案編號：HK-EO13936），將其列入專門打擊國際犯罪份子的《美國特別指定國民和被封鎖人員》名單中。受制裁人士所持有的美國房產和權益會被封鎖，也禁止與美國人或在美國進行資金、貨品與金融服務交易。美國財政部公開受制裁者的居住地址、出生日期、護照號碼與身份證號碼等個人資料。

### 制裁人士名單
| 姓名            | 列入制裁時的時任職務                           | 時任其他主要官職                                 | 制裁日期      |
| --------------- | ---------------------------------------------- | ------------------------------------------------ | ------------- |
| 林鄭月娥        | 香港特別行政區行政長官                         | 香港特別行政區維護國家安全委員會主席             | 2020年8月7日  |
| 鄭若驊          | 律政司司長                                     | 香港特別行政區維護國家安全委員會成員             | 2020年8月7日  |
| 曾國衞          | 政制及內地事務局局長                           | 香港特別行政區維護國家安全委員會成員             | 2020年8月7日  |
| 李家超          | 保安局局長                                     | 香港特別行政區維護國家安全委員會成員             | 2020年8月7日  |
| 盧偉聰          | 無                                             | 前警務處處長                                     | 2020年8月7日  |
| 鄧炳強          | 警務處處長                                     | 香港特別行政區維護國家安全委員會成員             | 2020年8月7日  |
| 陳國基          | 行政長官辦公室主任                             | 香港特別行政區維護國家安全委員會秘書長           | 2020年8月7日  |
| 夏寶龍          | 國務院港澳事務辦公室主任                       | 中國人民政治協商會議全國委員會副主席             | 2020年8月7日  |
| 張曉明          | 國務院港澳事務辦公室副主任                     | 無                                               | 2020年8月7日  |
| 駱惠寧          | 香港中聯辦主任                                 | 香港特別行政區維護國家安全委員會國家安全事務顧問 | 2020年8月7日  |
| 鄭雁雄          | 中央駐港國安公署署長                           | 無                                               | 2020年8月7日  |
| 鄧中華          | 國務院港澳事務辦公室副主任                     | 無                                               | 2020年11月9日 |
| 李江舟          | 中央駐港國安公署副署長                         | 公安部駐香港中聯辦警務聯絡部部長                 | 2020年11月9日 |
| 劉賜蕙          | 警務處副處長（國家安全）                       | 無                                               | 2020年11月9日 |
| 李桂華          | 警務處國家安全處高級警司                       | 無                                               | 2020年11月9日 |
| 王晨            | 全國人大常委會副委員長                         | 中共中央政治局委员、全國人大常委會黨組副書記     | 2020年12月7日 |
| 曹建明          | 全國人大常委會副委員長                         | 最高人民檢察院原檢察長                           | 2020年12月7日 |
| 張春賢          | 全國人大常委會副委員長                         | 中共十九届中央委员、中共新疆黨委原書記           | 2020年12月7日 |
| 沈躍躍          | 全國人大常委會副委員長                         | 中华全国妇女联合会主席                           | 2020年12月7日 |
| 吉炳軒          | 全國人大常委會副委員長                         | 中共十九届中央委员                               | 2020年12月7日 |
| 艾力更·依明巴海 | 全國人大常委會副委員長                         | 中共十九届中央委员                               | 2020年12月7日 |
| 萬鄂湘          | 全國人大常委會副委員長                         | 中国国民党革命委员会主席                         | 2020年12月7日 |
| 陳竺            | 全國人大常委會副委員長                         | 中国红十字会会长                                 | 2020年12月7日 |
| 王東明          | 全國人大常委會副委員長                         | 中华全国总工会主席                               | 2020年12月7日 |
| 白瑪赤林        | 全國人大常委會副委員長                         | 西藏自治區人民政府原主席                         | 2020年12月7日 |
| 丁仲禮          | 全國人大常委會副委員長                         | 中国民主同盟主席                                 | 2020年12月7日 |
| 郝明金          | 全國人大常委會副委員長                         | 中国民主建国会主席                               | 2020年12月7日 |
| 蔡達峰          | 全國人大常委會副委員長                         | 中国民主促进会主席                               | 2020年12月7日 |
| 武維華          | 全國人大常委會副委員長                         | 九三学社主席                                     | 2020年12月7日 |
| 譚耀宗          | 港區全國人大常委                               | 無                                               | 2021年1月15日 |
| 孫青野          | 中央駐港國安公署副署長                         | 無                                               | 2021年1月15日 |
| 尤權            | 中共中央統戰部部長、中央港澳工作领导小组副組長 | 中共中央書記處書記                               | 2021年1月15日 |
| 蔡展鵬          | 國家安全處處長                                 | 香港警務處高級助理處長                           | 2021年1月15日 |
| 簡啟恩          | 香港警務處助理處長（國家安全1）                | 國家安全處主管                                   | 2021年1月15日 |
| 江學禮          | 香港警務處助理處長（國家安全2）                | 國家安全處主管                                   | 2021年1月15日 |
| 陳冬            | 香港中聯辦副主任                               |                                                  | 2021年7月16日 |
| 何靖            | 香港中聯辦副主任                               |                                                  | 2021年7月16日 |
| 盧新寧          | 香港中聯辦副主任                               |                                                  | 2021年7月16日 |
| 仇鴻            | 香港中聯辦副主任                               |                                                  | 2021年7月16日 |
| 譚鐵牛          | 香港中聯辦副主任                               |                                                  | 2021年7月16日 |
| 楊建平          | 香港中聯辦副主任                               |                                                  | 2021年7月16日 |
| 尹宗華          | 香港中聯辦副主任                               |                                                  | 2021年7月16日 |

中華人民共和國政府和香港特區政府对美國制裁香港，表示不满與反對。香港民主派人士，如黃之鋒，罗冠聪與涂謹申，高度認同美國制裁香港。
2020年8月11日，美國國土安全部公佈：香港製造商品售賣給予美国，禁止標籤為「香港製造」（Made in Hong Kong），必須標籤為「中國製造」（Made in China）。9月25日正式生效。
2020年8月19日，美國國務院发言人摩根·奧塔格斯公布：已通知香港，並暫停或終止美国與香港3項雙邊協議，包括罪犯引渡移交協議，轉移被判刑者，國際船運所得收入雙重課稅寬免。美国國務卿蓬佩奧表示：中国選擇壓制香港人自由與自治，所以暫停或終止美国與香港該3項雙邊協議。

### 中國反制制裁
2020年8月10日，中國公布对等制裁措施，对美国國會議員馬可·魯比歐、泰德·克魯茲、約什·霍利、汤姆·科顿、帕特·圖米、克里斯·史密斯、美国国家民主基金会主席卡尔·格什曼、美國國際事務全國民主研究所主席米德伟、国际共和学会主席丹尼尔·特温宁（Daniel Twining）、人权观察執行董事肯尼斯·罗斯與美國自由之家主席迈克尔·阿布拉莫维茨（Michael J. Abramowitz）11人实施制裁。其中美国國會議員泰德·克魯茲、馬可·魯比歐與克里斯·史密斯，皆於一個月前因干涉新疆維吾爾自治區人權惡劣問題，被中國制裁。。
2020年11月30日，中國外交部發言人華春瑩在例行記者會上宣布，中方將再制裁「在涉港問題上表現惡劣」的4名非政府組織人士，分別來自美國國家民主基金會亞洲事務高級主任約翰·克瑙斯，美國國際事務民主協會亞洲項目負責人曼普里特·辛格·阿南德、香港分部主管克里斯陶·羅薩里奧、項目主任薛德敖。
2020年12月10日，中國外交部發言人華春瑩在例行記者會上宣布，鉴于美方利用涉港问题严重干涉中国内政、损害中方核心利益，中方决定对在涉港问题上表现恶劣、负有主要责任的美国行政部门官员、国会人员、非政府组织人员及其直系亲属实施对等制裁。同时，中方决定取消美方持外交护照人员临时访问香港、澳门免签待遇。
2021年1月21日，中國制裁包括國務卿蓬佩奧在內的美國28人。
2021年7月23日，中國宣佈制美國6人1實體。分別是前商务部长威尔伯·罗斯（Wilbur Ross）、美国会下属的美中经济与安全审查委员会（USCC）主席卡罗琳·巴塞洛缪（Carolyn Bartholomew）、美国国会及行政当局中国委员会（CECC）前办公室主任乔纳森·斯迪沃斯（Jonathan Stivers）、美国国际事务民主协会（NDI）的金度允（DoYun Kim）、美国国际共和研究所（IRI）在港授权代表亚当·金（Adam King）、人权观察中国部主任索菲·理查森（Sophie Richardson）及香港民主委员会。

## 註解
1. ↑  同一新聞稿也公佈了中非共和國武裝民兵組織「Return，Reclamation，Rehabilitation」領導人布·西迪·蘇萊曼的資料

## 外部連結
- Hong Kong Autonomy Act（页面存档备份，存于）
- The President’s Executive Order on Hong Kong Normalization（页面存档备份，存于）